# Nymphidium stibopteris
Nymphidium stibopteris är en fjärilsart som beskrevs av Butler 1877. Nymphidium stibopteris ingår i släktet Nymphidium och familjen Riodinidae. Inga underarter finns listade i Catalogue of Life.